# Château de Boufflers
Ne doit pas être confondu avec Boufflers (Somme).
Le château de Boufflers, ou château de Remiencourt est situé rue Adalbert de Francqueville à Remiencourt, dans le département de la Somme.

## Historique
Construit au XVIIIe siècle pour la famille de Boufflers, il est depuis cette époque la propriété de la famille de Francqueville.
Par décret du 14 mai 1973, les façades, toitures et élévation du château incluant ses deux ailes, la cour d’honneur et le portail d’entrée de la propriété bénéficient d’une inscription à la liste des Monuments historiques. En 2020, la protection est étendue au parc avec sa pièce d'eau, aux douves, au pigeonnier, aux écuries en totalité et à la cour des dépendances.